# Clement Arrindell
Sir Clement Athelston Arrindell (ur. 19 kwietnia 1931 w Basseterre, Saint Kitts i Nevis, zm. 27 marca 2011) – pierwszy gubernator generalny niepodległego Saint Kitts i Nevis od 19 września 1983 do 31 grudnia 1995. Gubernator kolonii Saint Kitts i Nevis od listopada 1981 do 19 września 1983.